# حارة بيت ناشر (صنعاء)
حارة بيت ناشر ، عبيد هي إحدى حارات حي العفيف بمديرية السبعين إحد مديريات العاصمة اليمنية صنعاء، بلغ تعداد سكانها 220 نسمة حسب تعداد اليمن لعام 2004.